# Фторирование воды

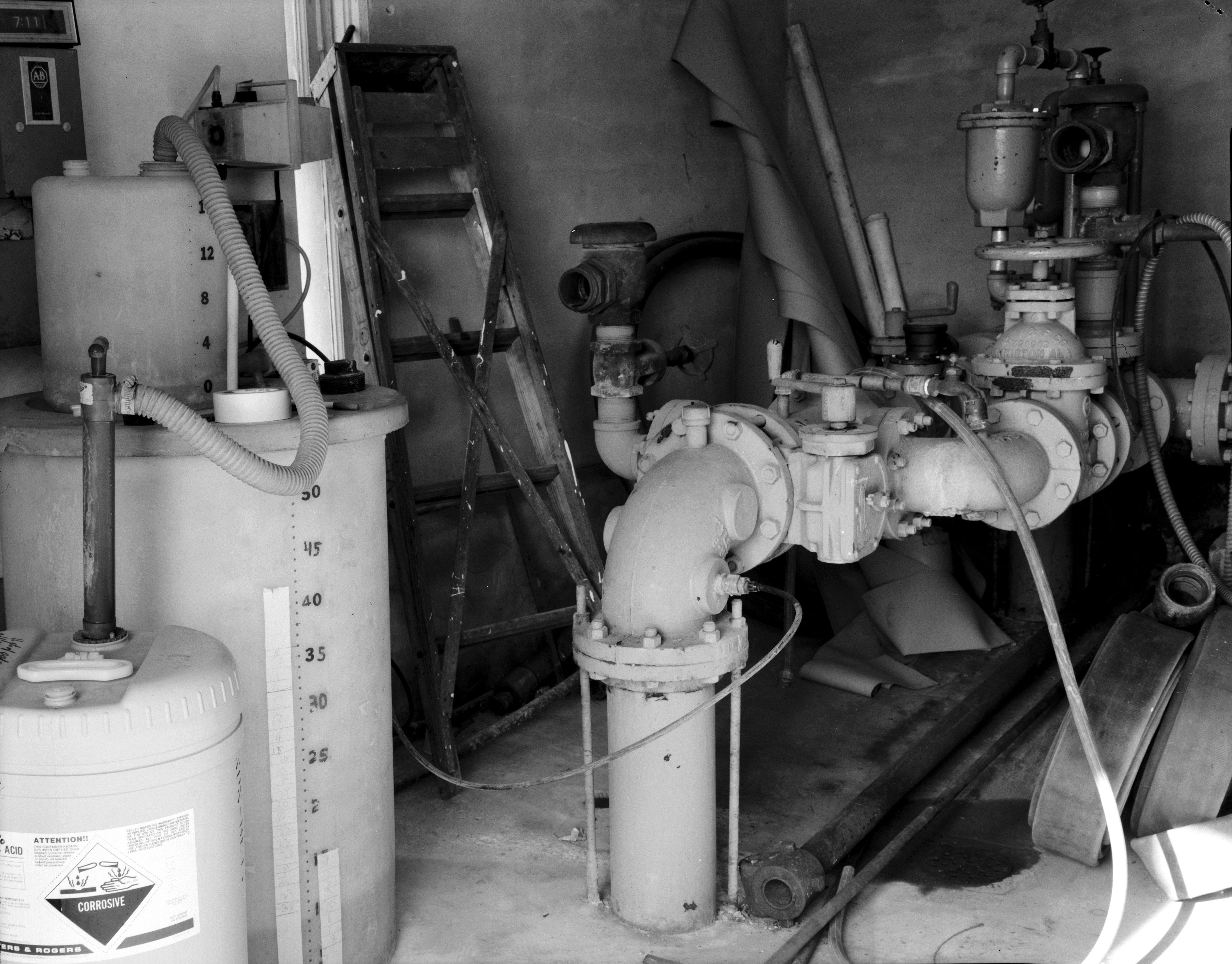
Контрольно-дозирующее устройство фторирования (слева) в машинном отделении водонапорной башни Миннесота, 1987.

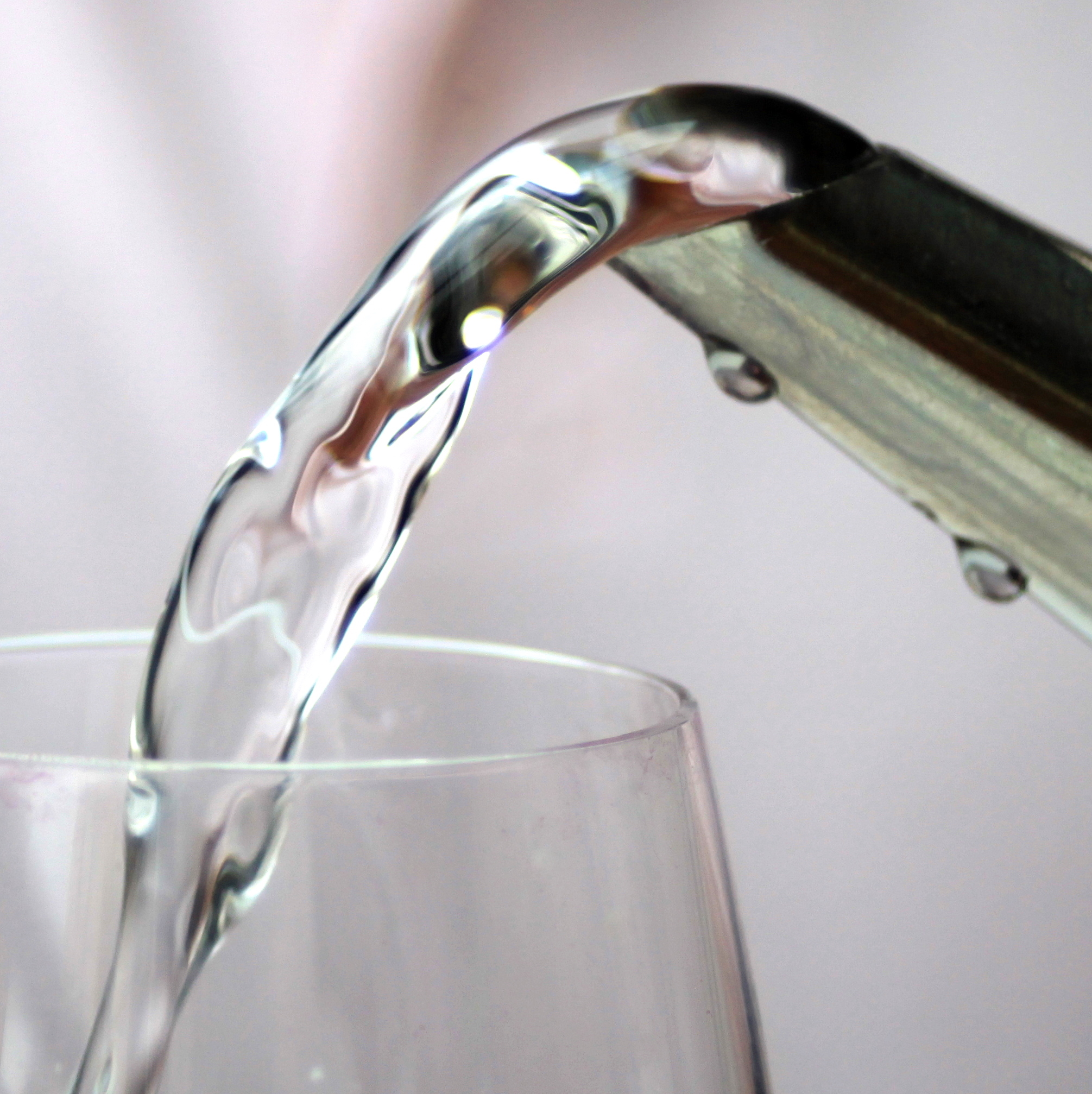
Фторирование не влияет на внешний вид, вкус и запах воды.

Фторирование воды — это контролируемое добавление в водопроводную воду фтора для предотвращения кариеса.
Обработанная вода содержит фтор в количестве, достаточном для предотвращения развития полостей распада в зубах. Когда поступающего в организм естественным путём фтора оказывается мало, его дефицит восполняется из фторированной воды. Фторированная вода оказывает действие через поверхность зуба, сообщая слюне невысокую концентрацию фтора, который снижает вымывание минеральных солей из зубной эмали, и повышает насыщение минералами стенок полостей распада зуба в самом начале их образования.
Обычно в питьевую воду добавляют фторсодержащее вещество. Когда естественное содержание фтора в воде слишком велико, его приходится понижать до допустимого предела. В 1994 году экспертный комитет Всемирной организации здравоохранения установил норму содержания фтора в питьевой воде в пределах 0,5 — 1,0 миллиграмма на литр, в зависимости от климата. В продаваемой в бутылках воде уровень фтора обычно не определяют, а домашние фильтры часто задерживают фтор из водопроводной воды, частично или полностью.
Стоимость обогащения воды фтором в США составляет примерно 0,92 доллара на душу населения в год.
Фторирование воды имеет целью профилактику хронического заболевания, основная тяжесть которого приходится на детей и представителей бедных слоёв населения. Его использование представляет собой пример конфликта между общим благом и правами личности. Фторирование водопроводной воды общего пользования противоречиво, и вызывает возражения, имеющие под собой ряд этических и юридических оснований. Кроме того, существуют исследования о его неэффективности и даже опасности. Исследователи обнаружили, что умеренное потребление фторидов предотвращает кариес, и к 2004 году около 400 миллионов человек были обеспечены фторированной водой.

## Цели фторирования воды

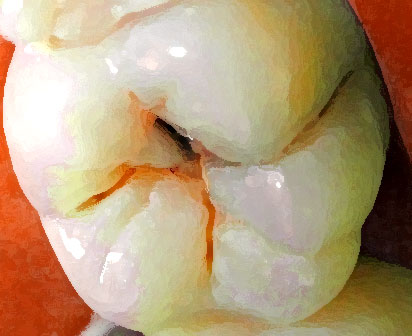
Кариозная полость начинается в слое эмали снаружи зуба и распространяется на дентин и пульпу внутри зуба.

Цель фторирования воды — снижение заболеваемости кариесом за счёт регулирования количества фторидов в водопроводной воде. Кариес остаётся одной из главных проблем здравоохранения в большинстве развитых стран мира, в которых им страдают от 60 до 90 % детей школьного возраста и подавляющее большинство взрослого населения. Лечение кариеса обходится обществу дороже лечения любого другого заболевания. Фторирование воды предотвращает кариес как у детей, так и у взрослых. Снижение заболеваемости кариесом за счёт фторирования воды составляет от 18 до 40 % у детей, уже пользующихся зубной пастой и другими источниками фтора. Несмотря на то, что фторирование воды в некоторых случаях может стать причиной флюороза, при котором нарушается прорезывание зубов, большинство случаев флюороза оказываются слабовыраженными, и не рассматриваются как причина эстетических нарушений или повод для обеспокоенности учреждений здравоохранения. Явных признаков других побочных действий фторированной воды нет. Эффективность фторирования доказана исследованиями достаточно высокого качества, тогда как исследования, доказывающие побочные действия, были, в основном, низкого качества. Действие фтора на организм зависит от величины суточной дозы из всех источников, включая фторированные зубную пасту, соль, молоко, и воду, которая обеспечивает бо́льшую часть потребности во фторе. В тех случаях когда фторирование воды технически осуществимо и приемлемо в культурном отношении, оно оказывается очень выгодным, особенно для групп населения с высоким риском кариеса Центры контроля заболеваемости США относят фторирование воды в стране к десятке великих достижений национального здравоохранения 20-го века.. В отличие от США, в большинстве стран Европы существенное снижение заболеваемости кариесом произошло в первую очередь благодаря введению в обиход в 70-е годы XX века фторсодержащих зубных паст. Фторирование воды как главное средство профилактики кариеса в США надо считать оправданным в силу социально-экономического неравенства населения, затрудняющего доступность стоматологической помощи и других способов профилактики кариеса для бедных. Мотивы для фторирования соли или воды сходны с таковыми для йодирования соли, осуществляемого в целях профилактики кретинизма и эндемического зоба.

## Способы фторирования воды
Фторирование не изменяет внешний вид, вкус и запах воды . Обычно фторирование осуществляют добавлением в воду одного из трёх веществ: фторида натрия, фторкремниевой кислоты или фторсиликата натрия.
- Фторид натрия (NaF) был первым веществом, применённым для фторирования воды, и теперь считается эталоном, по которому рассчитывают нормы фторирования[24]. Это белое порошкообразное или кристаллическое вещество без запаха. Кристаллическая форма предпочтительнее, когда работа выполняется вручную, потому что кристаллы меньше пылят[25]. Фторид натрия дороже других веществ для фторирования, но он удобен в работе, и поэтому чаще всего используется на мелких предприятиях коммунального обслуживания[26].
- Фторкремниевая кислота (H2SiF6) — недорогая жидкость, которая образуется в процессе производства фосфорных удобрений.[24] Её поставляют в разных концентрациях, от 23 до 25 %. Из-за большого содержания воды её транспортировка обходится дорого[25]. Другие названия этого вещества — фторокремниевая кислота, гексафторкремниевая кислота, кремнефтористоводородная кислота, кремнефтористая кислота[24].
- Фторсиликат натрия (Na2SiF6) — это порошок или очень мелкие кристаллы, транспортировать его значительно легче, чем фторкремниевую кислоту[25].

Эти вещества используют для фторирования из-за их хорошей растворимости, безопасности, доступности и дешевизны. По данным исследования в 1992 году отчётов компаний — владельцев водопроводных систем в США оказалось, что 63 % населения получали воду, фторированную фторкремниевой кислотой, 28 % — фторсиликатом натрия, а 9 % — фторидом натрия. Центры контроля и профилактики заболеваний США разработали рекомендации для фторирования воды, определяющие требования к персоналу, отчётность, обучение, надзор, инспектирование, наблюдение, меры в случае превышения концентрации наряду с техническими требованиями для каждого из основных применяемых для фторирования веществ.
В США норма содержания фтора в водопроводной воде колеблется в пределах от 0,7 до 1,2 миллиграмма на литр, (что соответствует 0.7 — 1.2 частей на миллион), в зависимости от средней максимальной температуры воздуха. В местах с более тёплым климатом, где люди пьют больше воды, уровень фтора поддерживают ниже, а в прохладном — выше. Принятый в 1962 году стандарт США не применим для всего мира, поскольку он основывается на расчётах, устаревших из-за всё большего распространения систем кондиционирования воздуха, увеличения потребления безалкогольных напитков, переработанных пищевых продуктов -полуфабрикатов и готовых к употреблению продуктов, а также других источников фтора. В 1994 году экспертная комиссия Всемирной организации здравоохранения по применению фтора постановила считать концентрацию фтора в воде 1,0 миллиграмм на литр верхней границей даже для мест с холодным климатом, а нижней границей была объявлена концентрация 0,5 миллиграмма на литр В 2007 году Австралийский систематический обзор рекомендовал диапазон концентраций фтора от 0.6 до 1.1 мг/л..

Географические области в которых грунтовые воды содержат более 1,5 миллиграмм фтора на литр, что превышает рекомендуемый для водопроводной воды уровень.

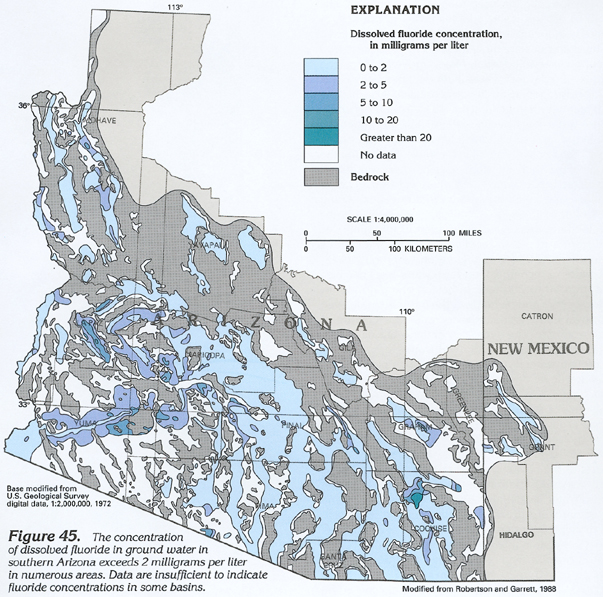
Часть Южной Аризоны. Темно-голубым выделены районы, в которых уровень фтора грунтовых вод превышает 2 мг\л.

Вода в естественных источниках содержит разные количества фтора, где-то уровень находится в пределах нормы, где-то мал, или, наоборот, очень высок. В реках и озёрах фтора, как правило, мало, меньше чем 0,5 миллиграмма на литр, а вода подземных источников, особенно в вулканических и горных районах может содержать до 50 миллиграмм фтора в литре. Повышенные концентрации фтора характерны для щелочных вулканических пород, гидротермальных вод, гидротермальных рудных месторождений, осадочных и других пород, произошедших из старой, изменённой гидротермальной циркуляцией магмы в процессе рудообразования под влиянием гидротермальных процессов, образующих гидротермальные растворы, из которых фтор попадает в прилегающие водоёмы в виде фторидов. В большей части питьевой воды до 95 % фтора содержится в виде иона F−, следом за ним идёт комплексный ион фторид магния-complex (MgF+). Поскольку уровень фтора в воде определяется растворением флюорита (CaF2), повышенное содержание фторидов обычно бывает в бедных кальцием, мягких, со щелочной средой водах, которые лучше растворяют флюорит. Освобождать воду от фтора приходится, когда его содержание превышает рекомендуемые пределы. Фтор из воды можно убрать, пропуская её через слой активированного глинозёма, костной муки, костного угля или трикальцийфосфата, или коагуляцией алюмокалиевыми квасцами или осаждением известью.
Бытовые водяные фильтры разных конструкций — фильтры-кувшины, фильтры, монтируемые непосредственно на кран — не изменяют концентрацию фтора. Более дорогие фильтры, работающие по принципу обратного осмоса, удаляют 65-95 % фтора, а дистилляция освобождает воду от фтора полностью. В США действующие нормативы не предусматривают обязательного указания производителем содержания соединений фторидов в бутилированной воде, поэтому влияние такой воды на здоровье не всегда можно предсказать. Исследование бутилированной воды в штатах Айова и Кливленд показали недостаточное содержание в ней фторидов. исследование, проведённое в Сан-Паулу, показало наличие значительного расхождения в содержании фторидов между нормативами, фактическим содержанием и указанными на этикетке данными.

## Культурное влияние
- Генерал Джек Д. Риппер, герой фильма Доктор Стрейнджлав, или как я перестал бояться и полюбил бомбу, считал фторирование воды вероломными происками русских коммунистов, что явилось одной из причин, подвигших его к использованию служебного положения и отдаче приказа к нападению на СССР.
- Роберт Кеннеди-младший заявил, что администрация Дональда Трампа в случае его избрания президентом США в первый же день "порекомендует всем системам водоснабжения страны удалить фтор из питьевой воды"[33][34].

## Вред
Недавние эпидемиологические результаты подтверждают предположения о том, что повышенное потребление фторида на ранних этапах развития может привести к значительному снижению IQ. Признание нейротоксических рисков необходимо при определении безопасности загрязненной фторидами питьевой воды и использования фторидов в целях профилактической стоматологии.
Большое количество исследований in vivo и in vitro, а также эпидемиологических исследований показали, что хронический флюороз может вызывать повреждение головного мозга, что приводит к нарушению структуры и функций мозга. Хронический флюороз не только вызывает снижение концентрации, обучения и памяти, но также психические симптомы, такие как тревога, напряжение и депрессия. Было предложено несколько возможных механизмов: теория окислительного стресса и воспаления, теория апоптоза нервных клеток, теория дисбаланса нейротрансмиттеров, а также учение о взаимодействии фтора с другими элементами. Однако конкретный механизм развития хронического флюороза при повреждении головного мозга до сих пор неясен. Таким образом, лучшее понимание механизмов, посредством которых хронический флюороз вызывает повреждение головного мозга, имеет большое значение для защиты физического и психического здоровья людей в развивающихся странах, особенно тех, кто живет в эндемичных по флюорозу районах. Короче говоря, необходимо провести дальнейшее исследование влияния фторида на мозг, поскольку вызванное им повреждение нейронов может создать огромную проблему для общественного здравоохранения, особенно с учетом растущего загрязнения окружающей среды.
Фторид может накапливаться в организме, и было показано, что постоянное его воздействие оказывает повреждающее воздействие на ткани организма, особенно на нервную систему, непосредственно без каких-либо предшествующих физических пороков развития.